# 螣蛇八
仙王座13，又名BD+55 2644，HD 208501、SAO 33864、HR 8371，是仙王座的一颗恒星，视星等为5.8，位于銀經100.39，銀緯1.68，其B1900.0坐标为赤經21h 51m 31.4s，赤緯+56° 1.68′ 15″。